# Montmirey-la-Ville
Montmirey-la-Ville település Franciaországban, Jura megyében. Lakosainak száma 170 fő (2022. január 1.). Montmirey-la-Ville Pointre, Moissey, Frasne-les-Meulières és Montmirey-le-Château községekkel határos.

## Népesség
A település népességének változása:
| Lakosok száma | 161  | 165  | 199  | 184  | 179  | 179  | 176  | 171  | 173  | 170  |
|               | 1968 | 1982 | 1990 | 2006 | 2013 | 2015 | 2017 | 2019 | 2020 | 2022 |